# Príscio
Príscio ou Priscião (em latim: Priscio) foi um sofista do final do século IV. Foi companheiro de estudos de Cimão Arábio, filho de Libânio. Serviu com distinção como advogado antes de tornar-se professor e sofista na Palestina. Ele provavelmente pertenceu à Escola de Gaza. Escreveu um panegírico ao imperador Teodósio I (r. 378–395) em 392 e no mesmo ano entregou uma oração no Olímpia de Antioquia. Talvez pode ser identificado com o sofista de nome incerto que lecionou em Cesareia e era rival de Panegírio. Recebeu várias epístolas de Libânio (934, 956, 976, 984, 988, 1053 e 1085), bem como foi citado em várias outras (989, 1000, 1037, 1038, 1039).